# 馬敬徳
馬 敬徳（ば けいとく、生没年不詳）は、北斉の儒学者。本貫は河間郡。

## 経歴
若くして儒学を好み、徐遵明に師事して『詩経』と『礼記』を学び、その概略に通じた。とくに『春秋左氏伝』を深く研究して、その意義を解明したと儒者たちに評価された。河北地方で学問を教授して、従う生徒の数は多く、河間王高孝琬は教学があるたびに敬徳を追いかけた。敬徳は孝廉に挙げられそうになったが、これを固辞した。敬徳は州を訪れて秀才に選挙されることを求めた。秀才に挙げられる人物は文士から採用されるのが通例であったため、州は儒者である敬徳を推薦するつもりはなかった。敬徳が試験を求めたため、策問が課された。敬徳の回答の5カ条は、いずれも文理にかなっていた。州の推挙を受けて都の鄴に上り、秀才の策問を受けて、ただひとり及第した。そのまま経業の試験を願い出て、10カ条を問われていずれもクリアした。国子助教に抜擢され、太学博士に転じた。
天統初年、国子博士に任じられた。太上皇帝となった武成帝が子の後主のために師傅を選んだとき、趙彦深が敬徳を推挙したため、敬徳は宮中に入って侍講をつとめた。後主が学問を好まなかったため、敬徳の講義はとても簡略で、ときどき『春秋』に触れる程度だった。武平初年、後主の師傅をつとめた恩により、敬徳は国子祭酒に抜擢され、儀同三司・金紫光禄大夫の位を加えられ、瀛州大中正を兼ねた。死去すると、開府・瀛滄安三州諸軍事・瀛州刺史の位を追贈された。後に張景仁が建安王に封じられると、趙彦深が「侍書が王に封じられて、侍講に封爵がないのはどうしてか」といったため、敬徳は広漢郡王に追封された。
子の馬元熙が後を嗣いだ。馬元熙は字を長明といい、皇太子高恒に『孝経』を講義し、隋の開皇年間に秦王文学として死去した。

## 人物・逸話
- あるとき馬敬徳の妻は猛獣がこちらに向かってくる夢を見た。馬敬徳は草叢の棘を越えて逃げ、妻は地に伏せてあえて動かなかった。馬敬徳はこの夢を占って、「わたしが大官を得るだろうということだ。棘を越えるとは、九卿を超えるということだ。おまえが地に伏せたのは、夫人となるということだ」といった。
- 馬敬徳のある弟子は「馬先生は孔子に勝る。孔子は儀同の位を得ていない」といった。

## 伝記資料
- 『北斉書』巻44 列伝第36
- 『北史』巻81 列伝第69